# Dubravka Vukušić
Dubravka Vukušić, hrvaška hitrostna drsalka, *22. december 1965, Zagreb.
Za Jugoslavijo je nastopila na Zimskih olimpijskih igrah 1984.